# A hal neve: Wanda
A hal neve: Wanda (eredeti cím: A Fish Called Wanda) 1988-ban bemutatott brit–amerikai bűnügyi filmvígjáték, melyet John Cleese, valamint Charles Crichton írt és rendezett. A főbb szerepekben Cleese, Jamie Lee Curtis, Kevin Kline és Michael Palin látható.
Premierje 1988. július 15-én volt Los Angelesben, majd a Metro-Goldwyn-Mayer forgalmazásában július 29-én került az amerikai mozikba. A film bevételi és kritikai sikert aratott. A 61. Oscar-gálán három jelölést szerzett, Kevin Kline megnyerte a legjobb férfi mellékszereplőnek járó díjat. A magyar szinkront 1989-ben a Magyar Szinkron- és Videovállalat készítette.
A film „spirituális folytatásaként” 1997-ben jelent meg a Fészkes fenevadak, hasonló szereplőgárdával.

## Rövid történet
A film egy gyémánttolvajokból álló csapat kalandjait mutatja be, akik a zsákmány megszerzése érdekében folyamatosan megpróbálják átejteni egymást.

## Cselekmény
A film egy ékszerrablást, illetve az azt követő bonyodalmakat mutatja be. A négy elkövető közül George Thomason a főnök. Ken Pile, George barátja eszeli ki a rablást. A súlyosan dadogó Ken szereti az állatokat, van egy akváriuma. Wanda Gershwitz amerikai nő, George szeretője, de Otto Westhez, aki szintén amerikai és akit a csapatnak az öccseként mutat be, szintén gyengéd kapcsolat fűzi. Otto valamikor CIA ügynök volt, öntudatos, de gyakran sovén amerikai – pl. azzal kérkedik is az angolok előtt, hogy ha ők, amerikaiak annak idején nem jöttek volna a segítségükre, ma már németül beszélnének, majd egyfajta nyomaték-ként rázendít a Das Lied der Deutschen-ra is. Zavart jellemét erősen befolyásolja, hogy unintelligens, miközben az ellenkezőjét hiszi magáról. Otto szexista hajlamú, meglehetős egoizmussal megáldva, s szeret használt női fehérneműket szagolgatni.
A rablás sikerül, de Mrs. Coady, aki éppen kutyát sétáltat, meglátja őket, miközben elhajtanak a tett színhelyéről. George-ot, mint a londoni alvilág egyik emberét gyanúsítják az üggyel, ezért letartóztatják. Wanda és Otto meg akarják kaparintani a gyémántokat, de George elrejtette őket egy széfbe. Ken elrejti a széf kulcsát az akvárium alján lévő kincsesládába.
Archie Leach, a boldogtalan házasságban élő ügyvéd lesz George ügyvédje. Wanda és kissé nehézkesen Otto számára is világossá válik, kinek a bizalmába kell férkőzni, hogy kiderüljön, George hova rejtette a gyémántokat. Wanda ezért sűrűn találkozik Archie-val. Otto viszont féltékeny és nehéz távol tartani a randiktól. Olykor hirtelen felbukkan a randik alkalmával és elront mindent. Wanda lassan belehabarodik Archie-ba, aki hasonlóan érez a nő iránt. Elhatározzák, hogy ketten Dél-Amerikába repülnek. Közben Ken feladata lesz az idős hölgyet eltenni láb alól: egy dühöngő, nagytermetű kutyával akarja a kutyáit sétáltató idős hölgyet elintézni, de az nem a nőt, hanem az egyik kiskutyát ragadja el. A szívproblémákkal küszködő hölgyet megviseli az eset, de Kent is nagyon bántja a melléfogása. Második lépésben jamaicainak álcázva magát próbálja az öreg hölgyet elgázolni, de véletlenül ismét annak egyik kutyájával végez. Harmadik alkalommal egy távcsöves puskával (Ruger Mini 14 típusú, hangtompítóval ellátott fegyverrel) szerelkezik fel, de a merényletben a hölgy utolsó megmaradt kiskutyája esik áldozatul. A látványtól Ken sokkot kap, de amikor bűntudattól terhelten kilép az utcára, megpillant az utca túloldalán egy csődületet. Odamegy és látja, hogy az idős hölgy meghalt, mert a szíve nem tudta feldolgozni a harmadszori sokkot. Persze Ken búja ettől hamar tovaszáll és repeső örömmel szalad el a helyszínről.
George tárgyalásán Archie felesége, Wendy, aki már gyanakodott Wandára, rájön: férjének szeretője van. Otto megpróbálja kiszedni Kenből, hogy hol vannak a gyémántok. Kent azzal kínozza, hogy egyenként megeszi a halait az akváriumból, utoljára Wandát. Végül sikerrel jár, ekkor a Heathrow reptérre siet Wandával. Archie is a lakásra ér és kiszedi Kenből, hogy hova ment Wanda és Otto, mivel Otto Archie kocsijával hajtott el. Wanda és Otto megtalálja a gyémántokat, de Wanda bezárja egy szekrénybe Ottót. Otto kiszabadul, majd Archie-t akarja lelőni. Végül a gép indulása előtt Ken egy úthengerrel eltapossa Ottót, ezzel Kennek elmúlik a dadogása. Otto nem hal meg, mivel a betonréteg, amibe véletlenül beleállt, még túl puha, így a henger nyomása alatt csak belesüllyedt, s végül ki tud mászni. Archie megmenekül és Wandával repülőre szállnak.

## Szereplők
| Szerep          | Színész          | Magyar hangja (1. szinkron, 1989) | Magyar hangja (2. szinkron) |
| --------------- | ---------------- | --------------------------------- | --------------------------- |
| Archie Leach    | John Cleese      | Szilágyi Tibor                    | Csankó Zoltán               |
| Wanda Gershwitz | Jamie Lee Curtis | Kovács Nóra                       | Peller Anna                 |
| Otto            | Kevin Kline      | Tordy Géza                        | Haás Vander Péter           |
| Ken Pile        | Michael Palin    | Haumann Péter                     | Karácsonyi Zoltán           |
| Wendy           | Maria Aitken     | Földi Teri                        | Radó Denise                 |
| George Thomason | Tom Georgeson    | Fülöp Zsigmond                    | Galbenisz Tomasz            |
| Mrs. Coady      | Patricia Hayes   | ?                                 | ?                           |
| Portia          | Cynthia Cleese   | Zentai Lilla                      | Molnár Ilona                |
| Mr. Hatchinson  | Stephen Fry      | ?                                 | ?                           |

## Érdekességek
1993-ban nyitotta meg kapuit hivatalosan a Michael Palin Központ a Dadogós Gyermekekért. Michael Palin beleegyezett, hogy róla nevezzék el a központot, amelyet azóta is támogat.
A főszereplő Archie Leach ügyvéd Cary Grant színész születési nevét (Archibald Alexander Leach) kapta.